# Dan Duyu
En una onomàstica xinesa Dan es el cognom i Duyu el prenom.
Dan Duyu (xinès simplificat: 但杜宇) (Nanchang 1897 - Hong Kong 1972) Dibuixant, pintor, fotògraf, guionista i director de cinema xinès.

## Biografia
Dan Duyu, de nom real Zu Ling, també conegut com Darwin Dann, va néixer el 19 de setembre de 1987 a Nanchang, província de Jiangxi (Xina) en una família originaria de Guangshun a Guizhou. El seu besavi, Dan Minglun, va ser un ministre de finals de la dinastia Qing. Quan tenia 18 anys, va canviar el seu nom per Du Yu. Després d'estudiar a l'Acadèmia de Belles Arts de Shanghai va treballar com a dibuixant i il·lustrador de portades de diaris i revistes i també de pòsters mensuals (所绘美女月份牌) similars a calendaris molt apreciats en l'època. Amb el dibuixant Qian Binghe va crear Shanghai Wenmei Club, amb Du Yu com a president. Un dels seus treballs amb més èxit va ser un àlbum d'estil manhua (còmics), "National Humiliation Painting Album", considerat un dels primers editats a la Xina.
El 1926 es va casar amb l'actriu Yin Mingzhu que va participar en nombroses pel·lícules de Dan i amb qui va tenir quatre filles; una d'elles va Judy Dan va actuar com actriu en diverses pel·lícules als Estats Units.
Va morir el 6 de maig de 1972 a Hong Kong.

#### Carrera cinematogràfica
El 1920, amb la participació de la seva família i uns amics va fundar la Shanghai Film Company.Els primers curtmetratges que va fer, els van interpretar membres de la seva família. El 1921, va fer el seu debut cinematogràfic amb 海誓 (Sea Oath), considerat el primer llargmetratge amb una història d'amor rodat a la Xina. La pel·lícula la va protagonitzar Yin Mingzhu que es va convertir en la primera estrella femenina del cinema xinès.
De 1922 a 1931, la companyia va fer un total de 25 pel·lícules, 21 de les quals dirigides,i més de la meitat escrites per ell. De l'extensa obra cinematogràfica cal destacar The Cave of the Silken Web (盤絲洞- Pan Si Dong), adaptació d'un capítol de Viatge a l'Oest (西游记) una obra clàssica de la literatura xinesa i possiblement l'obra més coneguda entre els adolescents xinesos. El film va ser la primera pel·lícula xinesa que es va projectar a Noruega,l'any 1929 de la qual s'ha recuperat una còpia parcial amb subtítols en xinès i noruec. La pel·lícula, que durant molt de temps es pensava perduda en els temps, va ser descoberta a la biblioteca nacional de Noruega el 2011. El descobriment d'aquesta rara pel·lícula és motiu de celebració per a molts, ja que poques pel·lícules xineses produïdes entre els anys vint i trenta han sobreviscut a la Revolució Cultural, deixant una escassetat de pel·lícules del que es considerava l'Edat d'Or del cinema xinès.
L'any 1937, Xangai va ser ocupat pels japonesos i l'estudi va quedar completament destruït, i després de 16 anys d'activitat va tancar. Durant la segona guerra sino-japonesa, Duyu es guanyava la vida venent quadres. Després de la victòria sobre dels japonesos, va tornar a dirigir diverses pel·lícules. Es va retirar oficialment el 1954 i es va establir a Hong Kong. Després de diversos intents de tornar, no va tenir èxit. Després d'acomiadar-se de la indústria cinematogràfica, Du Yu va crear principalment pintures satíriques per a "Sing Tao Daily", mentre que Yin Mingzhu va treballar com a dependenta en una botiga d'or.

##### Característiques del cinema de Dun
Va ser un dels pocs cineastes de l'època que no procedia del món teatral, ni tenia cap experiència en el cinema o la fotografia, però amb la seva trajectòria com a dibuixant i pintor va potenciar que les seves pel·lícules sempre fossin riques en qualitat visual.
En aquella època només hi havia pel·lícules mudes, que es rodaven majoritàriament a la llum del dia, i la qualitat de la pel·lícula no era estable, per la qual cosa els actors inevitablement actuaven de manera exagerada. En aquest context Dun va prestar molta atenció a mostrar la bellesa de la figura de les actrius, criteri que va ser molt criticat pels sectors conservadors, que anomenaven les seves pel·lícules com " sensuals i de nus".

## Filmografia
| Any  | Títol anglès                     | Títol xinès   |
| ---- | -------------------------------- | ------------- |
| 1922 | The Sea Oath                     | 海誓          |
| 1922 | The Widow Wants to Remarry       | 古井重波記    |
| 1924 | The Abandoned Child              | 棄兒          |
| 1924 | Younger Brother                  | 弟弟          |
| 1925 | Some Girl                        | 重返故鄉      |
| 1925 | The Young Gentleman              |               |
| 1926 | Family Heirloom                  | 傳家寶        |
| 1927 | The Cave of the Silken Web       | 盤絲洞        |
| 1927 | Yang Guifei                      | 楊貴妃        |
| 1928 | Robin Hood                       | 盧鬢花        |
| 1928 | Robin Hood Wipes Out the Monster | 盧鬢花 (續集) |
| 1929 | The Diamond Case                 | 金剛鑽        |
| 1929 | Sister I Love You                | 妹妹我愛你    |
| 1929 | The Cave of the Silken Web II    | 續盤絲洞      |
| 1931 | Oriental Nights                  | 東方夜譚      |
| 1932 | South Seas Beauty                | 南海美人      |
| 1932 | Regrets                          | 失足恨        |
| 1934 | Body Building                    | 健美運動      |
| 1934 | Kids                             | 人間仙子      |
| 1935 | The Night Before the Wedding     | 新婚的前夜    |
| 1935 | The Peach Blossom Dream          | 桃花夢        |
| 1936 | The Graduate                     |               |